# 滋賀県道558号高島大津線

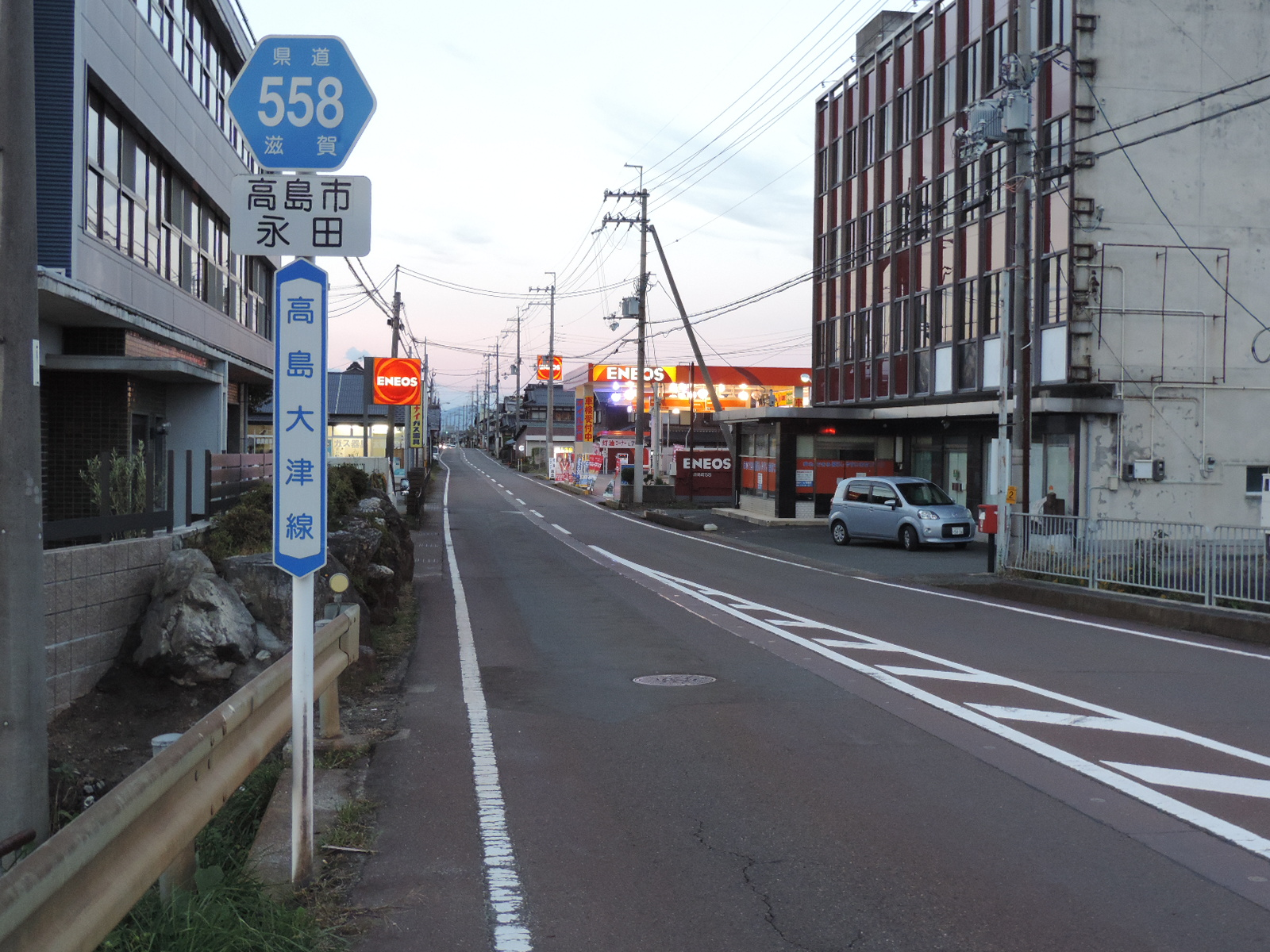
高島市永田。北（上り）を臨む。

滋賀県道558号高島大津線（しがけんどう558ごうたかしまおおつせん）は、滋賀県高島市から大津市に至る一般県道である。

## 概要
高島市新旭町饗庭（あいば）から大津市逢坂1丁目に至る。
ほとんどの区間が元・国道161号であり、バイパスの完成に伴い滋賀県へ移管された。

### 路線データ
- 起点：高島市新旭町饗庭（木津交差点、滋賀県道333号安曇川今津線交点）
- 終点：大津市逢坂1丁目（逢坂一丁目交差点、国道1号交点）

## 歴史
国道161号が指定された当時は舗装が完備している区間はわずかであり、自動車が砂ぼこりを上げるため、沿線の家屋では窓を開けられない状態であり、貨物自動車が通過することで表土が掘り返されるなどの有様だった。このとき、旧和邇村（旧志賀町を経て現・大津市）の区間では約300 mが舗装されているに過ぎなかった。
当時管理していた滋賀県は、改修工事を実施し、整地作業が行われることになった。旧志賀町の区間では1958年（昭和33年）7月に小松地区の660 mで舗装に着手し、同年10月に完成した。次いで、1959年（昭和34年）9月には木戸地区を中心とした4.5 kmが完成し、1960年代には整備が完成した。和邇地区では既存の道路が狭く、江若鉄道（現在は廃線）との踏切もあった状態だったため、琵琶湖岸にバイパスが新設された。旧堅田町域でも同様だったためバイパスが新設された。大津市域でも、雄琴・下阪本・尾花川・観音寺などで、交通渋滞を避けるために、集落内部を通る道路に対して新道の建設が行われている。特に観音寺と浜大津を結ぶ道路は急カーブが3つあり、その他江若鉄道の踏切や京阪石山坂本線の併用軌道も存在したため、障害となっていた。1958年（昭和33年）には市街地から外れて琵琶湖疏水（第二疏水）の上に架橋する計画が立てられたが、京都大学理学部付属臨湖実験所が予定路線上にあって適切な移転先が見つからず、尾花川橋として架橋が実現されたのは1963年（昭和38年）6月だった。こうした改良があったものの、渋滞を解消するにはさらなる抜本的な対策が必要となり、西大津バイパスなどのバイパス道路が要望されることになった。
1966年（昭和41年）5月30日に国道161号全線が建設省（現・国土交通省）の管理になった（いわゆる直轄国道）。

### 年表
- 1992年（平成4年）4月1日 - 国道161号高島バイパスの建設に伴い旧道となった高島郡新旭町饗庭から同郡高島町勝野に至る区間の管理を建設省から滋賀県に移管する際に、滋賀県が新旭高島線として県道路線認定[8]。
- 2007年（平成19年）3月30日 - 湖西道路と並行する国道161号のうち、大津市木戸（志賀駅口交差点） - 今堅田（琵琶湖大橋交差点）が滋賀県に移管され、同区間を編入して高島大津線として県道路線認定[9]。同日、新旭高島線を廃止[10]。
- 2015年（平成27年）4月1日 - 志賀バイパスに並行する国道161号の6.6 km（大津市北小松 - 木戸）が滋賀県に移管され、同区間を編入する[11]。
- 2017年（平成29年）4月1日 - 湖西道路と並行する国道161号のうち、大津市今堅田二丁目（琵琶湖大橋交差点）- 下阪本六丁目間の7.3 kmが滋賀県に移管され、同区間を編入する[12]。
- 2018年（平成30年）4月1日 - 西大津バイパスと並行する国道161号で、大津市下阪本六丁目 - 逢坂一丁目間の8.6 kmが滋賀県に移管され、同区間を編入する[13]。

## 路線状況

### 重複区間
- 滋賀県道296号畑勝野線（高島市勝野・勝野交差点 - 高島市勝野・国道勝野交差点）
- 国道161号（高島市勝野・国道勝野交差点 - 大津市北小松・北小松南勝交差点）
- 滋賀県道601号守山大津志賀自転車道線（大津市八屋戸・南船路交差点 - 大津市南船路）
- 滋賀県道601号守山大津志賀自転車道線（大津市和邇中浜・和邇駅前交差点 - 大津市今堅田2丁目・琵琶湖大橋交差点）

### リバーシブルレーン
1978年（昭和53年）3月1日に大津市際川二丁目 - 浜大津間で近畿で初めてのリバーシブルレーンが導入された。
2016年（平成28年）1月18日に際川二丁目（自衛隊北交差点）から柳が崎交差点までの区間が廃止。残る区間の柳が崎交差点から浜大津（大津港口交差点）のは2024年（令和6年）1月23日に上下線の車線数が試行的に固定化された後、同年12月にそのまま正式に廃止された。
渋滞を防止する目的でリバーシブルレーンが導入されたが、システムや標識の交換によって概算で5億円が必要となり、滋賀県警察は廃止を検討していた。

### 道路施設

#### 橋梁
- 岡橋（林照寺川、高島市）
- 安曇川橋（安曇川、高島市）
- 鴨川橋（鴨川、高島市）
- 鯰川橋（鯰川、高島市）
- 和田打川橋（和田打川、高島市）
- 大溝橋（高島市、国道161号重複区間内）
- 鎌田川橋（鎌田川、大津市）
- 喜撰川橋（喜撰川、大津市）
- 新和邇川橋（和邇川、大津市）
- 真野川大橋（真野川、大津市）
- 天神川橋（天神川、大津市）
- 雄琴川橋（雄琴川、大津市）
- 新大宮川橋（大宮川、大津市）
- 藤ノ木川橋（藤ノ木川、大津市）
- 新四ツ谷川橋（四ツ谷川、大津市）
- 新際川橋（際川、大津市）
- 柳川橋（柳川、大津市）
- 尾花川橋（大津市）
- 新三保ヶ崎橋（大津市）

## 地理

### 通過する自治体
- 滋賀県
  - 高島市 - 大津市

### 交差する道路
| 交差する道路                                                                                               | 市町村名 | 交差する場所         | 交差する場所               |
| --- | -------- | -------------------- | -------------------------- |
| 滋賀県道333号安曇川今津線 / 湖周道路＝風車街道                                                             | 高島市   | 新旭町饗庭（あいば） | 木津交差点 / 起点          |
| 国道161号 / 高島バイパス                                                                                   | 高島市   | 新旭町饗庭           | 饗庭交差点                 |
| 滋賀県道301号藁園熊野本線                                                                                  | 高島市   | 新旭町熊野本         | 熊野本交差点               |
| 滋賀県道38号太田安井川線 滋賀県道293号中野新旭線                                                           | 高島市   | 新旭町安井川         | 安井川交差点               |
| 滋賀県道294号五番領安井川線                                                                                | 高島市   | 新旭町安井川         |                            |
| 滋賀県道305号南船木西万木線                                                                                | 高島市   | 安曇川町西万木       | 船木口交差点               |
| 滋賀県道297号安曇川高島線                                                                                  | 高島市   | 安曇川町西万木       | 西万木交差点               |
| 滋賀県道306号四津川鴨線                                                                                    | 高島市   | 鴨                   |                            |
| 福井県道・滋賀県道23号小浜朽木高島線                                                                       | 高島市   | 鴨                   | 鴨交差点                   |
| 滋賀県道296号畑勝野線 重複区間起点 滋賀県道300号高島停車場線                                               | 高島市   | 勝野                 | 勝野交差点                 |
| 国道161号 / 高島バイパス 重複区間起点 滋賀県道304号北船木勝野線 / 湖周道路＝風車街道                       | 高島市   | 勝野                 | 国道勝野交差点             |
| 滋賀県道307号北小松大物線 滋賀県道601号守山大津志賀自転車道線 / びわ湖レークサイド自転車道                 | 大津市   | 北小松               |                            |
| 国道161号 / 志賀バイパス                                                                                   | 大津市   | 北小松               | 北小松南交差点             |
| 滋賀県道322号比良山線                                                                                      | 大津市   | 北比良               | 国道比良山口交差点         |
| 滋賀県道307号北小松大物線                                                                                  | 大津市   | 大物                 | 大物交差点                 |
| 滋賀県道345号志賀インター線                                                                                | 大津市   | 木戸                 | 志賀駅口交差点             |
| 滋賀県道321号荒川蓬萊線 滋賀県道601号守山大津志賀自転車道線 / びわ湖レークサイド自転車道 重複区間起点      | 大津市   | 八屋戸               | 南船路交差点               |
| 滋賀県道601号守山大津志賀自転車道線 / びわ湖レークサイド自転車道 重複区間終点                              | 大津市   | 南船路               |                            |
| 滋賀県道601号守山大津志賀自転車道線 / びわ湖レークサイド自転車道 重複区間起点                              | 大津市   | 和邇中浜             | 和邇駅前交差点             |
| 滋賀県道311号途中志賀線                                                                                    | 大津市   | 和邇南浜             | 南浜交差点                 |
| 国道477号 / レインボーロード 滋賀県道601号守山大津志賀自転車道線 / びわ湖レークサイド自転車道 重複区間終点 | 大津市   | 今堅田2丁目          | 琵琶湖大橋交差点           |
| 滋賀県道313号仰木本堅田線                                                                                  | 大津市   | 本堅田5丁目          | 仰木口（おおぎぐち）交差点 |
| 滋賀県道315号仰木雄琴線                                                                                    | 大津市   | 雄琴2丁目            | 北雄琴交差点               |
| 滋賀県道316号比叡山線                                                                                      | 大津市   | 下阪本6丁目          | 下阪本6丁目交差点          |
| 京都府道・滋賀県道30号下鴨大津線                                                                           | 大津市   | 柳が崎               | 柳が崎交差点               |
| 滋賀県道18号大津草津線 滋賀県道102号大津湖岸線                                                             | 大津市   | 浜大津1丁目          | 大津港口交差点             |
| 滋賀県道47号伊香立浜大津線                                                                                 | 大津市   | 浜大津1丁目          | びわ湖浜大津駅前交差点     |
| 滋賀県道7号大津停車場線                                                                                    | 大津市   | 浜大津1丁目          | 浜大津一丁目交差点         |
| 国道1号 国道8号 重複                                                                                       | 大津市   | 逢坂1丁目            | 逢坂一丁目交差点 / 終点    |

### 交差する鉄道
- 湖西線
- 京阪石山坂本線
- 京阪京津線
- 東海道本線

### 沿線
- 健速神社
- 妙静寺
- 法泉寺
- 大國主神社
- 大泉寺
- 高島市立新旭北小学校
- 永正寺
- 新旭グラウンド
- 子安地蔵大菩薩
- 安曇川スポーツセンター
- 滋賀県立安曇川高等学校
- 日吉神社（西万木）
- 高島市役所 高島支所
- 滋賀銀行 高島支店
- 高島市民病院
- 大溝陣屋址
- 白鬚神社
- JR西日本湖西線
  - 志賀駅 - 蓬萊駅 - 和邇駅 - 小野駅
- 樹下神社（北小松）
- びわ湖バレイ
- 八所神社
- 八荒堂
- 正源寺
- まの自動車教習所
- 琵琶湖大橋病院
- 浜大津郵便局
- 大津警察署 浜大津交番
- 京阪石山坂本線・京阪京津線 びわ湖浜大津駅

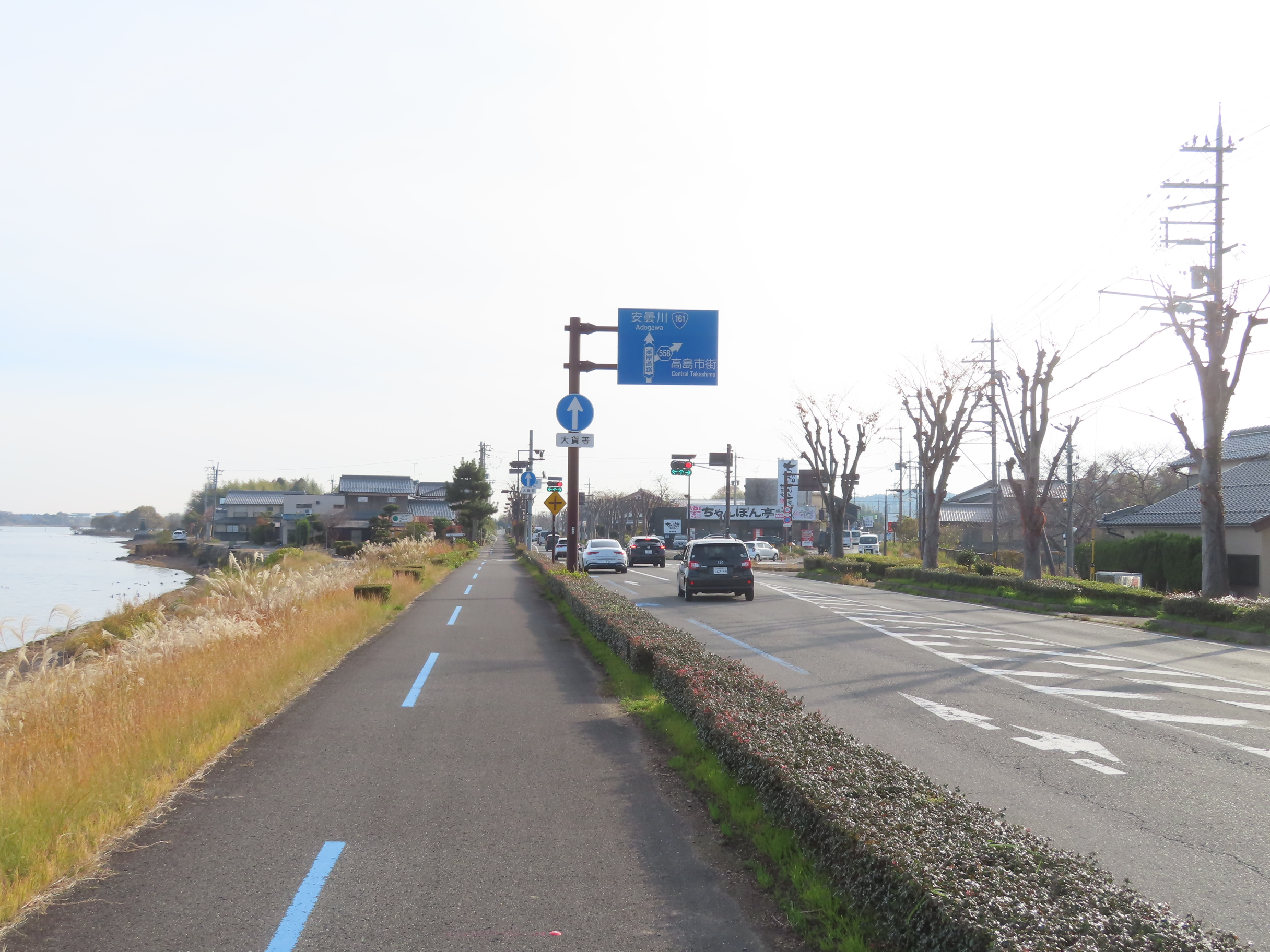
起点の木津交差点（高島市新旭町木津）
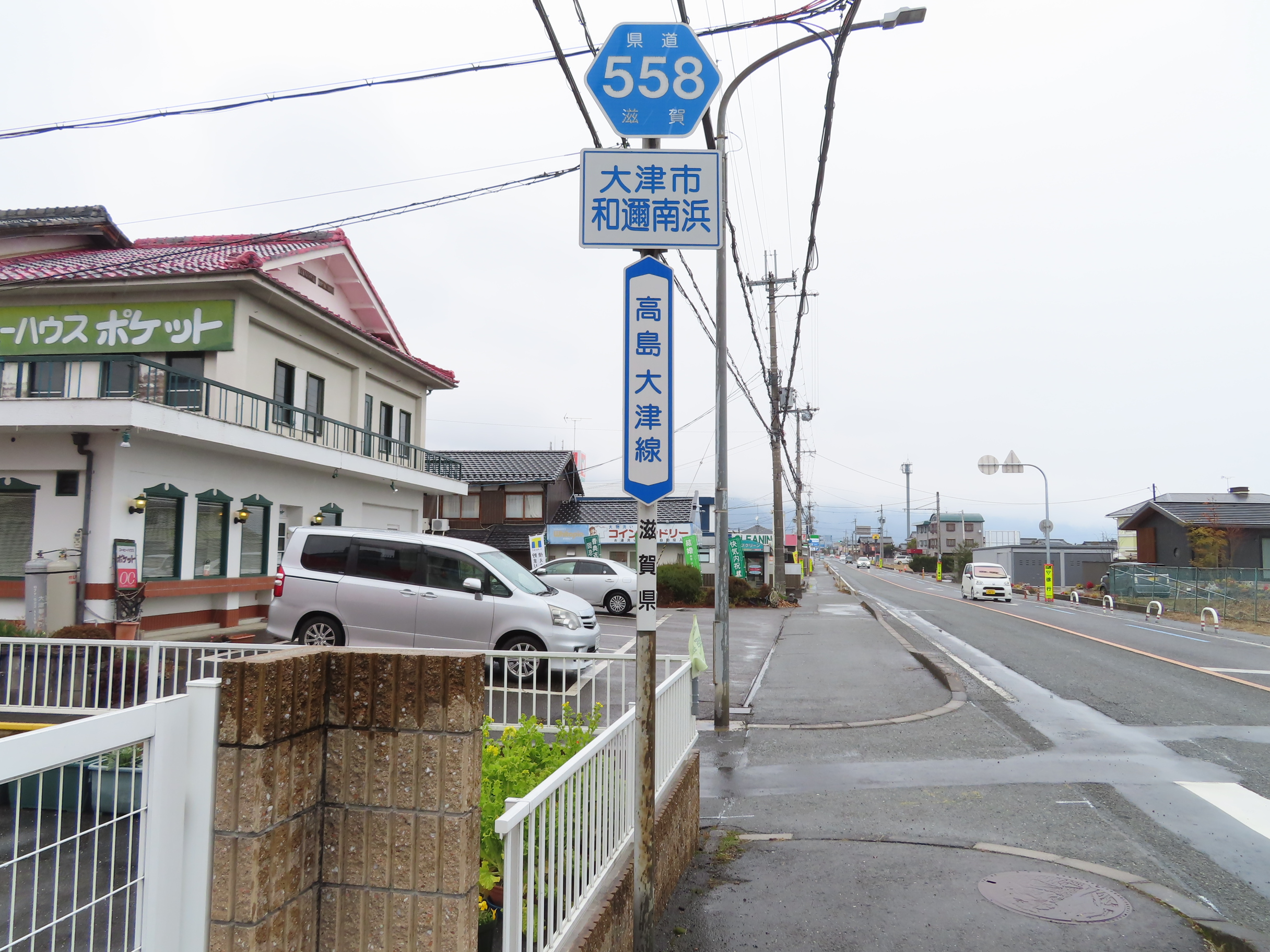
大津市和邇南浜
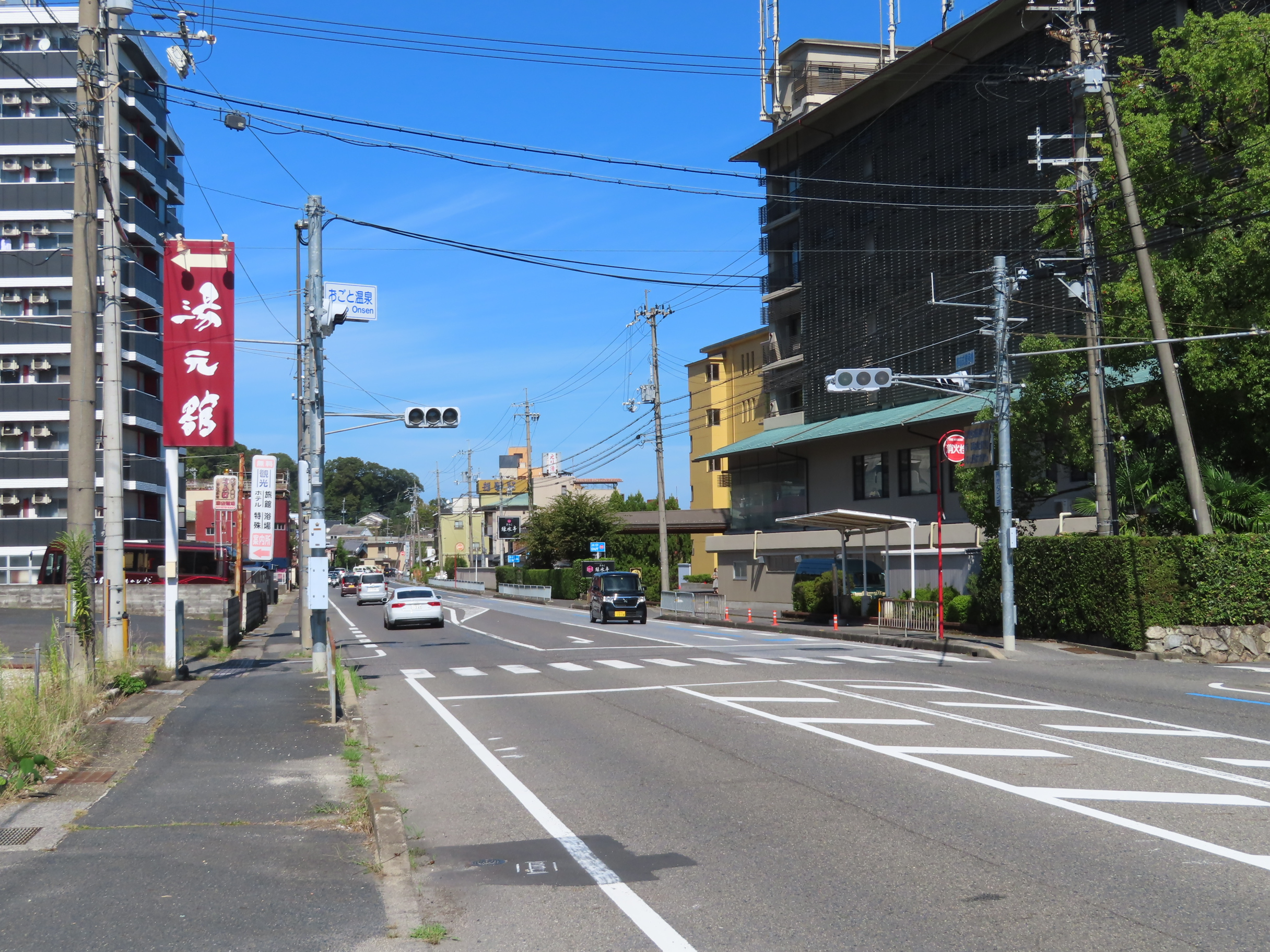
おごと温泉（滋賀県大津市苗鹿）
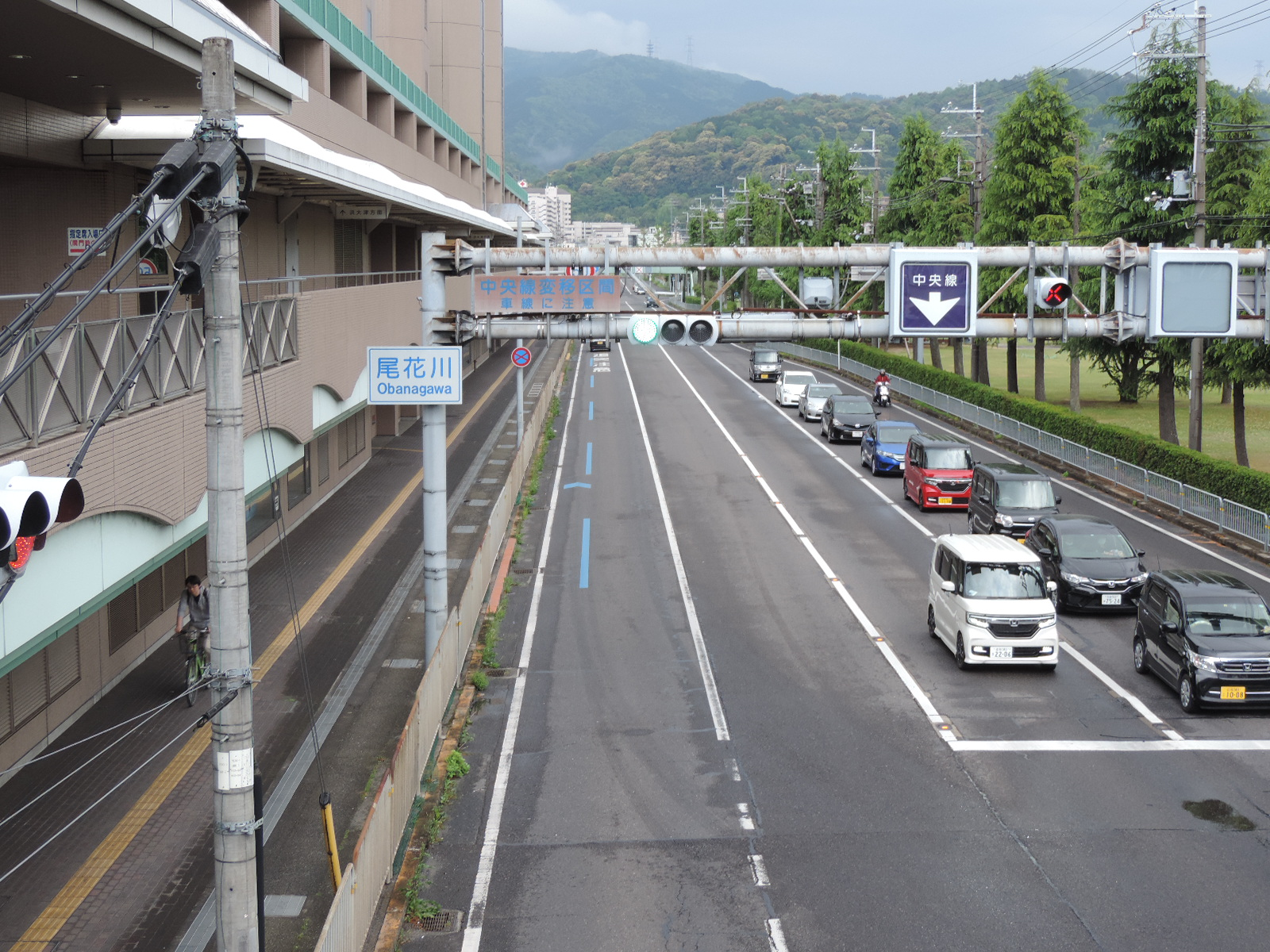
大津市尾花川。リバーシブルレーンが実施されていた頃。
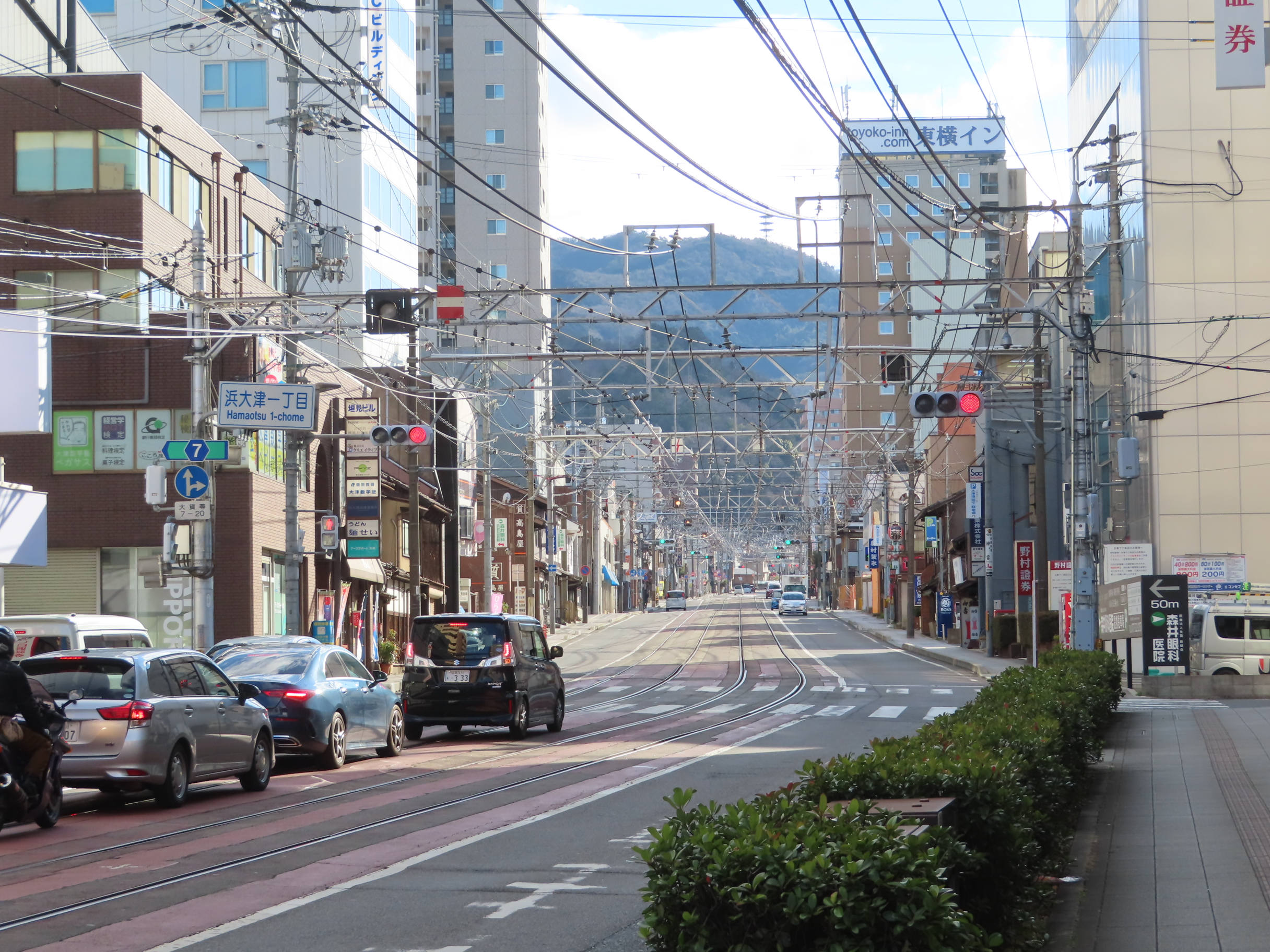
大津市浜大津1丁目。京阪京津線の併用軌道がある。
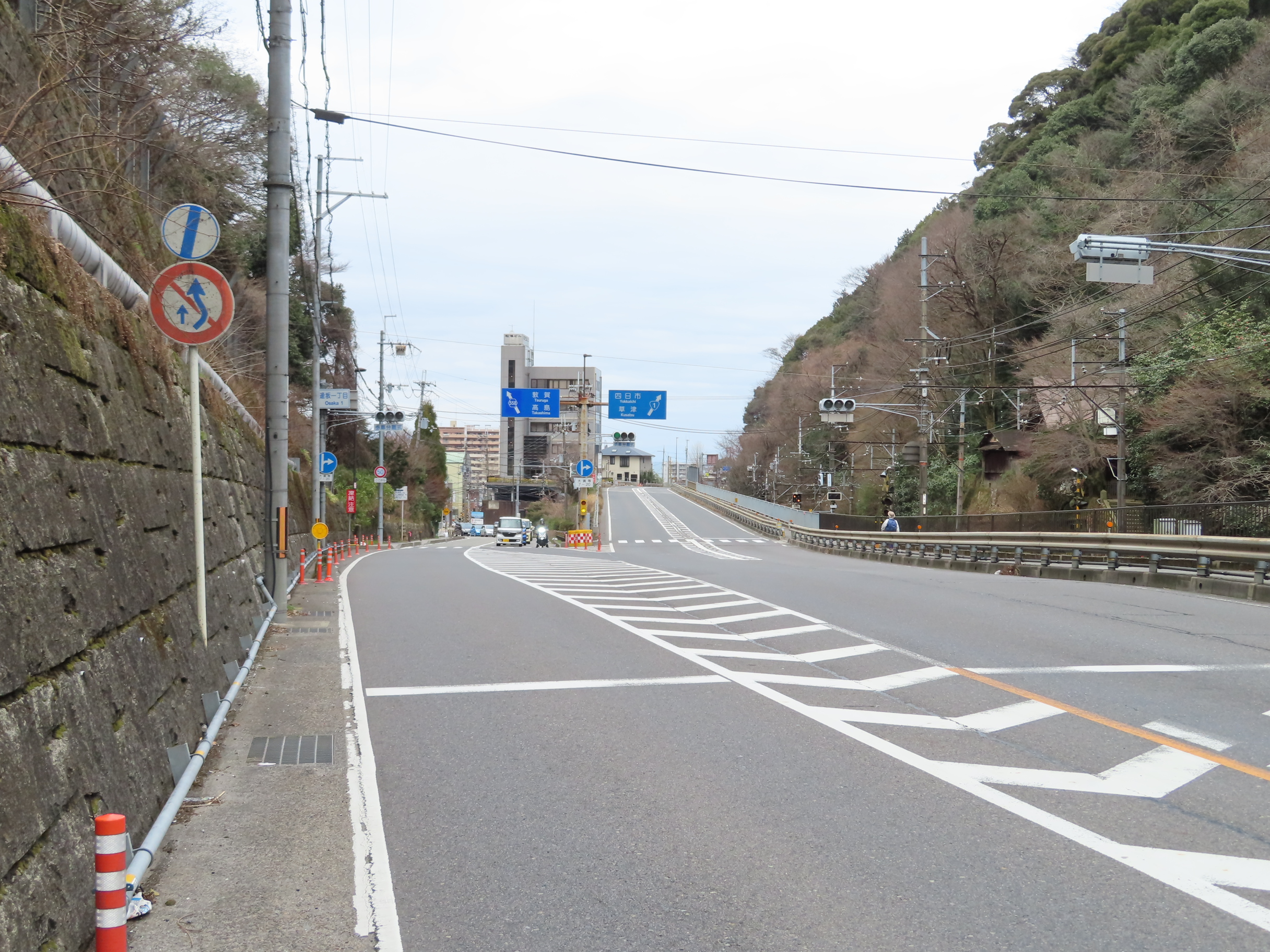
終点の逢坂1丁目交差点（大津市逢坂1丁目）